# Reumont
Reumont ist eine französische Gemeinde im Département Nord in der Region Hauts-de-France. Sie gehört zum Arrondissement Cambrai und ist Mitglied im Gemeindeverband Caudrésis et Catésis. Die Bewohner nennen sich Reumontois und Reumontoises.

## Geografie
Die Gemeinde Reumont liegt am oberen Erclin, etwa 20 Kilometer südöstlich von Cambrai. Nachbargemeinden sind Le Cateau-Cambrésis im Osten, Honnechy im Süden, Maurois im Südwesten, Bertry im Westen und Troisvilles im Nordwesten.

## Bevölkerungsentwicklung
| Jahr                       | 1962 | 1968 | 1975 | 1982 | 1990 | 1999 | 2008 | 2013 | 2020 |
| Einwohner                  | 371  | 374  | 339  | 339  | 331  | 317  |      |      |      |
| Quellen: Cassini und INSEE |      |      |      |      |      |      |      |      |      |

## Sehenswürdigkeiten
- Kirche Saint-Pierre-Saint-Paul von 1803
- Wasserturm
- Oratorium

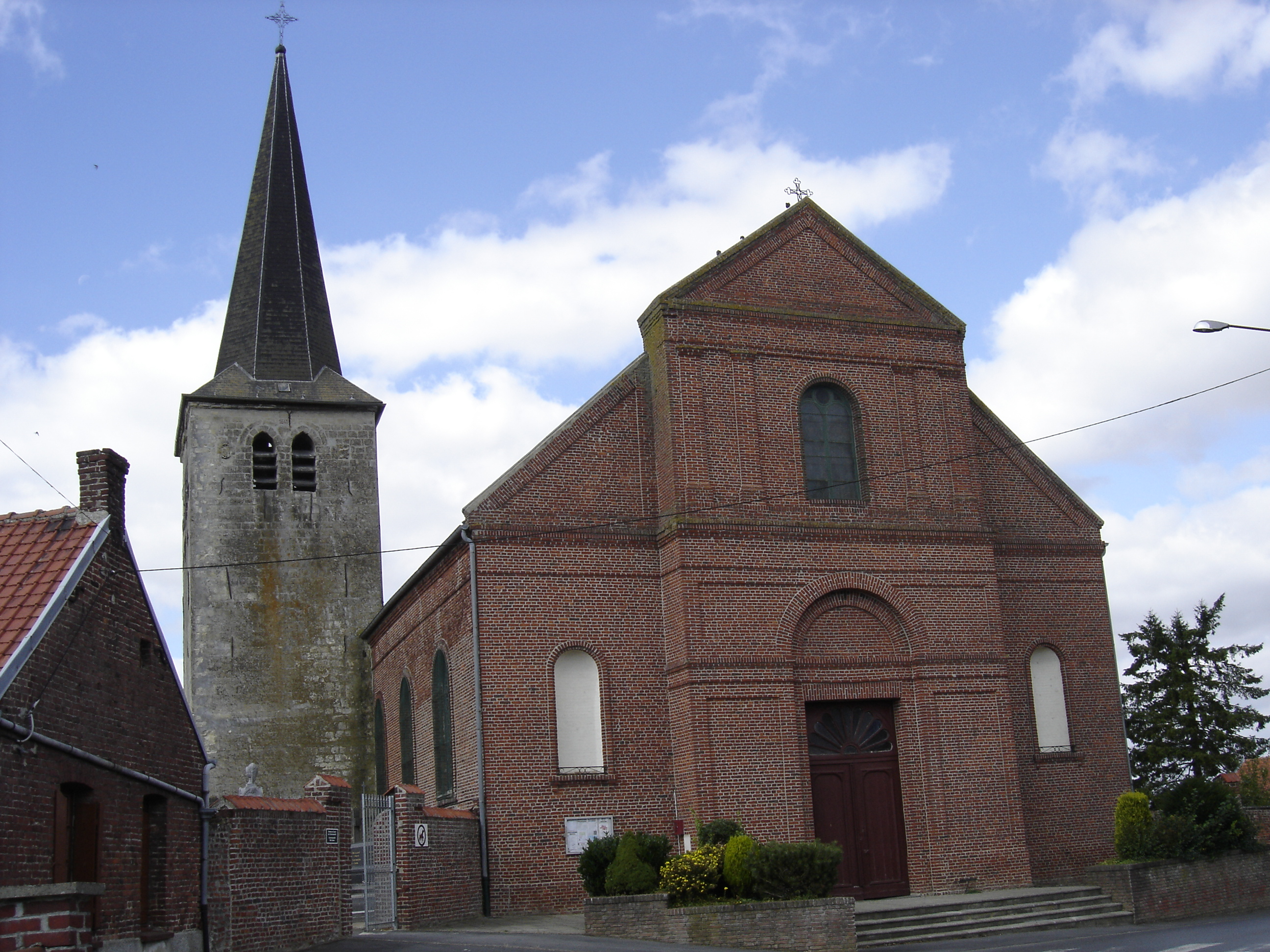
Kirche Saint-Pierre-Saint-Paul
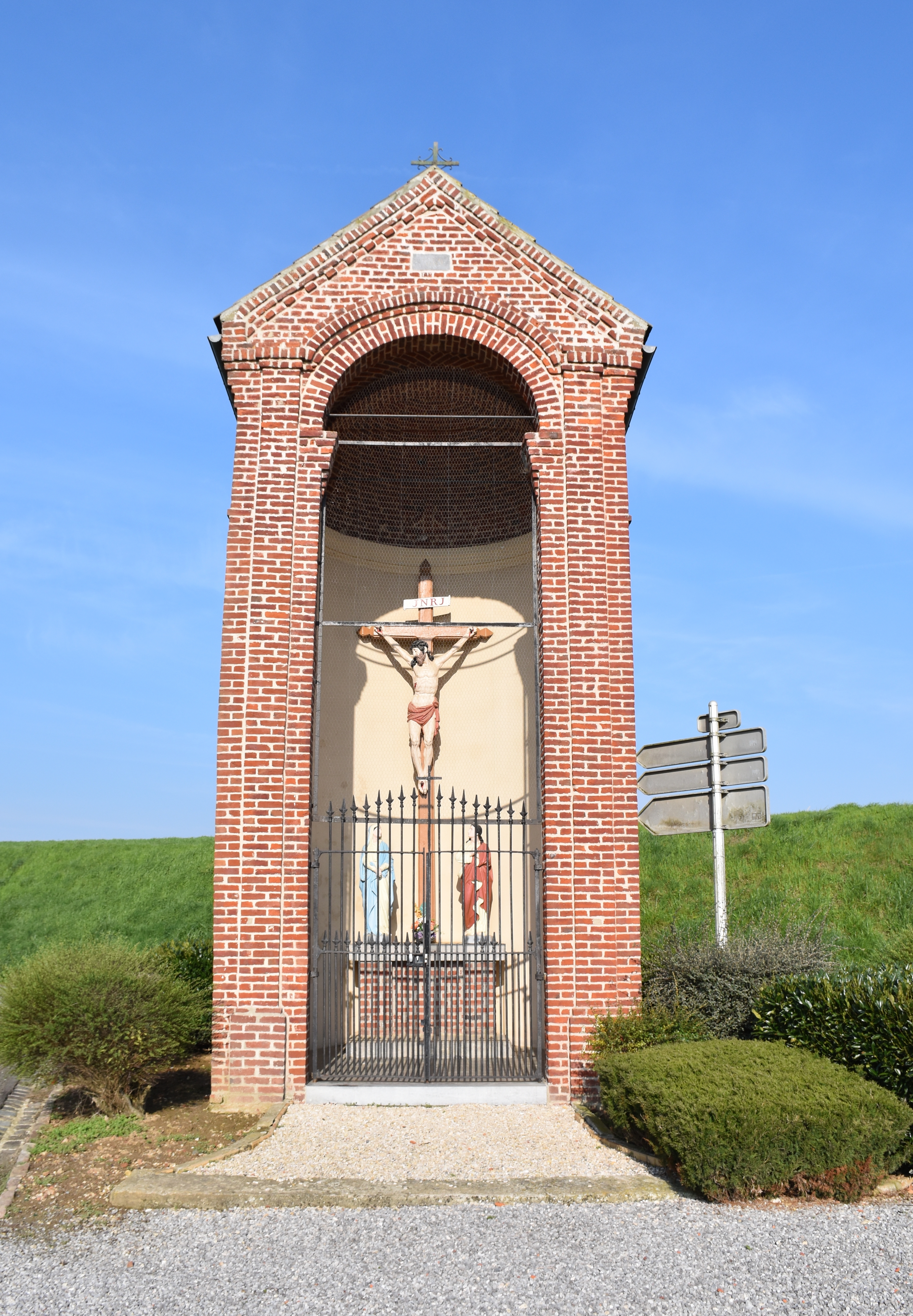
Oratorium